# Carl Gustaf Bergman (ingenjör)
Carl Gustaf Bergman, född 25 februari 1881, död 7 januari 1970, var en svensk ingenjör. Han var son till skolmannen  Carl Gustaf Bergman. 
Efter studentexamen i Stockholm 1900 utexaminerades Bergman från Kungliga Tekniska högskolan 1908. Han blev arbetschef vid Stockholms stads gatu- och vägarbeten 1907 och gatuinspektör 1936. Han var revisor i Kungliga Automobilklubben och i Kungliga Automobilklubbens försäljningsavdelning samt i Kungliga Motorbåt Klubben, dito i Svenska föreningen för den franska protestantismen, generalsekreterare i samfundet Alliance Française och styrelseledamot i ett flertal föreningar. 
Bergman skrev diverse uppsatser i facktidskrifter samt avhandlingar och rapporter till bland annat internationella vägkongresserna i Sevilla 1923, Milano 1926, Washington, D.C. 1930, München 1934 och Haag 1938 samt utgav boken Trafiken och gatorna i Stockholm (1929).